# Diersfordt
Diersfordt ist ein Ortsteil der Hansestadt Wesel am Niederrhein. Er liegt in einem Waldgebiet nordwestlich der Stadt, gehört zum Stadtteil Bislich und hat 286 Einwohner (Stand Dezember 2023).

## Geographie
Der Ort Diersfordt liegt inmitten eines Waldgebiets, das unter dem Namen Diersfordter Wald unter Naturschutz steht, und wird im Westen von einem großen Baggersee namens Diersfordter Waldsee begrenzt. Er besteht aus dem Schloss Diersfordt und einer direkt angrenzenden Siedlung und liegt einige hundert Meter südwestlich der Bundesstraße 8 (hier unter dem Namen Landesstraße 7). Bei Diersfordt befindet sich der Abzweig der Mühlenfeldstraße nach Bislich, die direkt südlich des Ortes verläuft. Südlich der Straße im Wald befindet sich ein Soldatenfriedhof und am Waldrand zwischen Diersfordt und Bislich liegt ein weiterer Friedhof. Benachbarte Ortsteile sind neben dem westlich gelegenen Bislich das südöstlich gelegene Flüren, Bergerfurth im Nordwesten und im Nordosten in einiger Entfernung Hamminkeln. Administrativ umfasst der Ortsteil auch einen Teil des Waldgebiets direkt bei Flüren. Im Diersfordter Wald liegt ein Wildgehege, das für Wildschweine geschaffen wurde, die sich dort gegen Ende des Zweiten Weltkriegs ansiedelten.

## Geschichte
Die Geschichte Diersfordts wurde vor allem durch das Schloss geprägt, welches 1334 erstmals erwähnt wurde. Die Bewohner unterstanden anfänglich der Gerichtsbarkeit von Bislich, bis der Ort gemeinsam mit dem Schloss 1498 davon unabhängig wurde, aber weiter zum Herzogtum Kleve gehörte. 1564 traten die Herren des Schlosses zum protestantischen Glauben über und boten den Bewohnern des umliegenden Kirchspiels Bislich in der Schlosskapelle die Möglichkeit protestantischer Gottesdienste. Am Ende des 18. Jahrhunderts gehörte Diersfordt immer noch zum Herzogtum Kleve und hatte 175 Einwohner. Anfang des 19. Jahrhunderts wurde es eine selbstständige Gemeinde im Amt von Ringenberg und Land- und Forstwirtschaft blieben prägend für den Ort. 1910 hatte Diersfordt 114 Einwohner. Nach dem Ende des Zweiten Weltkriegs wurde südlich des Ortes ein größerer Soldatenfriedhof angelegt. 1975 wurde die bis dahin selbstständige Gemeinde nach Wesel eingemeindet.

## Schloss und Eiskeller
Das Schloss wurde 1334 erstmals erwähnt und wechselte im Lauf der Jahrhunderte mehrfach den Besitzer. Unter anderem war es im Dreißigjährigen Krieg zwischen Niederländern und Spaniern umkämpft, wodurch es stark beschädigt wurde. Im 18. Jahrhundert wurden viele Baumaßnahmen vorgenommen, sodass es zur Residenz für die Besitzerfamilie von Wylich wurde. Am 21. Dezember 1928 wurde es durch einen Großbrand vollständig zerstört und bis 1931 wieder aufgebaut. 1945 wurde es während des Krieges wieder beschädigt. 1996 und 1997 wurde es umfangreich renoviert. Es umfasst mehrere Nebengebäude, darunter eine Kapelle.
Der zum Schloss gehörende Eiskeller diente früher zur Kühlung verderblicher Lebensmittel und wird seit 2004 als Museum genutzt. Das Museum befasst sich mit der Schlossgeschichte, aber auch weiteren Ausstellungen aus der Region. Zudem finden dort Veranstaltungen wie z. B. Vorträge statt.